# Sermão da Epifania (1662)
Sermão da Epifania foi um sermão proferido em 1662 pelo Padre António Vieira. Vieira parte do seu sermão para pensar a colonização do continente americano, tendo como base o episódio bíblico dos três reis magos (já que o padre usava da sua persuasão e dos horários das missas para problematizar algumas questões vivenciadas por ele naquela época). Em sua condição de religioso, Vieira problematiza o lugar do continente americano no pensamento cristão, pois cada rei deveria representar uma parcela do mundo. 
Em seu texto, ele faz uma distinção, destacando a América como continente que “converteu e adorou a Cristo rapidamente e sem repugnância que todas as outras partes do mundo”, acreditando, também, que a colonização no continente americano seria a realização de uma profecia bíblica.
Vieira argumenta sobre a questão da escravidão imposta pelos portugueses aos negros e índios, e problematiza: “A causa da cor é o sol. As nações, umas são mais brancas, outras mais pretas, porque umas estão mais vizinhas, outras mais remotas do sol”, alegando que a cor da pele de um indivíduo não o torna menos importante que o outro, e não justifica o fato de que uma pessoa seja escravizada levando em consideração apenas a cor da sua pele.
Trechos importantes do sermão:
“A causa da cor é o sol. As nações, umas são mais brancas, outras mais pretas, porque umas estão mais vizinhas, outras mais remotas do sol”.
“Deus revelou e prometeu antigamente que ainda havia de criar um novo céu, e uma nova terra...”.